# Liste der Nummer-eins-Hits in den USA (2015)
Dies ist eine Liste der Nummer-eins-Hits in den USA im Jahr 2015. Sie basiert auf den Hot-100-Singlecharts und den Top-200-Albumcharts, die von Billboard im Auftrag der Vertretung der Musikindustrie ermittelt werden. In beiden Listen wird auch das Streaming einbezogen. Die Chartwoche in den USA geht von Sonntag bis Samstag, Ausgabedatum der Chartlisten ist der letzte Tag dieser Woche, also der jeweilige Samstag.
Bis Anfang Juli ging die Verkaufswoche, die für die Chartermittlung herangezogen wurde, von Montag bis Sonntag. Mit dem Projekt New Music Fridays beschloss jedoch der Weltverband der Musikindustrie IFPI, den Freitag als weltweit einheitlichen Tag für die Veröffentlichung von Neuerscheinungen festzulegen. Daraufhin wurde auch in den USA mit Beginn am 10. Juli auf einen Freitag-bis-Donnerstag-Rhythmus umgestellt. In der Woche davor wurden nicht nur die Daten der verkürzten Woche vom 6. bis 9. Juli gezählt, sondern die komplette Vorwoche vom 29. Juni an, die schon einmal ausgewertet worden war, ein zweites Mal gewertet und dazugerechnet. Die Chartwoche und damit das Gültigkeitsdatum der Charts wurde nicht geändert, so dass die am 10. Juli beginnende Verkaufswoche in die Charts mit Datum 1. August eingingen.

## Singles
| ← 2014 ← | Liste der Nummer-eins-Hits in den USA | Liste der Nummer-eins-Hits in den USA | Liste der Nummer-eins-Hits in den USA                                                  | 2016 → |
| \| Zeitraum \| Wo. ges. \| Interpret \| Titel Autor(en) \| Zusätzliche Informationen \| \| (Zeitraum, Wochen auf Platz eins, Interpret, Titel, Autor[en], zusätzliche Informationen) \| \| \| \| \| \| ----------------------------------------------------------------------------------------- \| -------- \| --------------------------------- \| -------------------------------------------------------------------------------------- \| ------------------------------------------------------------------------------------------------------------------------------------------------------------------------------------------------------------------------------------------------- \| \| 23. November 2014 – 10. Januar 2015 7 Wochen \| 7 \| Taylor Swift \| Blank Space Max Martin, Shellback, Taylor Swift \| – \| \| 11. Januar 2015 – 18. April 2015 14 Wochen \| 14 \| Mark Ronson feat. Bruno Mars \| Uptown Funk! Mark Ronson, Jeff Bhasker, Bruno Mars, Philip Lawrence \| – \| \| 19. April 2015 – 30. Mai 2015 6 Wochen (insgesamt 12) \| 12 \| Wiz Khalifa feat. Charlie Puth \| See You Again Justin Franks, Cameron Thomaz, Andrew Cedar, Charles Puth \| – \| \| 31. Mai 2015 – 6. Juni 2015 1 Woche \| 1 \| Taylor Swift feat. Kendrick Lamar \| Bad Blood Max Martin, Shellback, Taylor Swift, Kendrick Lamar \| – \| \| 7. Juni 2015 – 18. Juli 2015 6 Wochen (insgesamt 12) \| 12 \| Wiz Khalifa feat. Charlie Puth \| See You Again Justin Franks, Cameron Thomaz, Andrew Cedar, Charles Puth \| – \| \| 19. Juli 2015 – 15. August 2015 4 Wochen (insgesamt 6) \| 6 \| Omi \| Cheerleader Omar Samuel Pasley, Clifton Dillon, Mark Bradford, Ryan Dillon, Sly Dunbar \| Das Original stammt von 2012, erst nach einem Remix des deutschen DJs Felix Jaehn wurde es zum Erfolg. Die Verkäufe beider Versionen werden zusammengezählt. \| \| 16. August 2015 – 22. August 2015 1 Woche (insgesamt 3) \| 3 \| The Weeknd \| Can’t Feel My Face Max Martin, Savan Kotecha, Peter Svensson, Ali Payami, Abel Tesfaye \| – \| \| 23. August 2015 – 5. September 2015 2 Wochen (insgesamt 6) \| 6 \| Omi \| Cheerleader Omar Samuel Pasley, Clifton Dillon, Mark Bradford, Ryan Dillon, Sly Dunbar \| – \| \| 6. September 2015 – 12. September 2015 1 Woche (insgesamt 3) \| 3 \| The Weeknd \| Can’t Feel My Face Max Martin, Savan Kotecha, Peter Svensson, Ali Payami, Abel Tesfaye \| – \| \| 13. September 2015 – 19. September 2015 1 Woche \| 1 \| Justin Bieber \| What Do You Mean? Jason Boyd, Mason Levy, Justin Bieber \| Für Bieber handelt es sich um den ersten Nummer-eins-Hit in den USA. \| \| 20. September 2015 – 26. September 2015 1 Woche (insgesamt 3) \| 3 \| The Weeknd \| Can’t Feel My Face Max Martin, Savan Kotecha, Peter Svensson, Ali Payami, Abel Tesfaye \| – \| \| 27. September 2015 – 7. November 2015 6 Wochen (insgesamt 6) \| 6 \| The Weeknd \| The Hills Carlo Montagnese, Emmanuel Nickerson, Abel Tesfaye, Ahmad Balshe \| – \| \| 8. November 2015 – 16. Januar 2016 10 Wochen \| 10 \| Adele \| Hello Greg Kurstin, Adele Adkins \| Nachdem ihr das letzte Album bereits drei US-Nummer-eins-Hits eingebracht hatte, erreichte die Vorabsingle zum dritten Album die vierte Spitzenposition. Dazu war das Lied das erste, das sich in einer Woche über eine Million Mal verkaufte.[2] \| |                                       |                                       |                                                                                        | |
| ← 2014 |                                       |                                       |                                                                                        | → 2016 → |
| Zeitraum | Wo. ges.                              | Interpret                             | Titel Autor(en)                                                                        | Zusätzliche Informationen |
| (Zeitraum, Wochen auf Platz eins, Interpret, Titel, Autor[en], zusätzliche Informationen) |                                       |                                       |                                                                                        | |
| 23. November 2014 – 10. Januar 2015 7 Wochen | 7                                     | Taylor Swift                          | Blank Space Max Martin, Shellback, Taylor Swift                                        | – |
| 11. Januar 2015 – 18. April 2015 14 Wochen | 14                                    | Mark Ronson feat. Bruno Mars          | Uptown Funk! Mark Ronson, Jeff Bhasker, Bruno Mars, Philip Lawrence                    | – |
| 19. April 2015 – 30. Mai 2015 6 Wochen (insgesamt 12) | 12                                    | Wiz Khalifa feat. Charlie Puth        | See You Again Justin Franks, Cameron Thomaz, Andrew Cedar, Charles Puth                | – |
| 31. Mai 2015 – 6. Juni 2015 1 Woche | 1                                     | Taylor Swift feat. Kendrick Lamar     | Bad Blood Max Martin, Shellback, Taylor Swift, Kendrick Lamar                          | – |
| 7. Juni 2015 – 18. Juli 2015 6 Wochen (insgesamt 12) | 12                                    | Wiz Khalifa feat. Charlie Puth        | See You Again Justin Franks, Cameron Thomaz, Andrew Cedar, Charles Puth                | – |
| 19. Juli 2015 – 15. August 2015 4 Wochen (insgesamt 6) | 6                                     | Omi                                   | Cheerleader Omar Samuel Pasley, Clifton Dillon, Mark Bradford, Ryan Dillon, Sly Dunbar | Das Original stammt von 2012, erst nach einem Remix des deutschen DJs Felix Jaehn wurde es zum Erfolg. Die Verkäufe beider Versionen werden zusammengezählt.                                                                                   |
| 16. August 2015 – 22. August 2015 1 Woche (insgesamt 3) | 3                                     | The Weeknd                            | Can’t Feel My Face Max Martin, Savan Kotecha, Peter Svensson, Ali Payami, Abel Tesfaye | – |
| 23. August 2015 – 5. September 2015 2 Wochen (insgesamt 6) | 6                                     | Omi                                   | Cheerleader Omar Samuel Pasley, Clifton Dillon, Mark Bradford, Ryan Dillon, Sly Dunbar | – |
| 6. September 2015 – 12. September 2015 1 Woche (insgesamt 3) | 3                                     | The Weeknd                            | Can’t Feel My Face Max Martin, Savan Kotecha, Peter Svensson, Ali Payami, Abel Tesfaye | – |
| 13. September 2015 – 19. September 2015 1 Woche | 1                                     | Justin Bieber                         | What Do You Mean? Jason Boyd, Mason Levy, Justin Bieber                                | Für Bieber handelt es sich um den ersten Nummer-eins-Hit in den USA. |
| 20. September 2015 – 26. September 2015 1 Woche (insgesamt 3) | 3                                     | The Weeknd                            | Can’t Feel My Face Max Martin, Savan Kotecha, Peter Svensson, Ali Payami, Abel Tesfaye | – |
| 27. September 2015 – 7. November 2015 6 Wochen (insgesamt 6) | 6                                     | The Weeknd                            | The Hills Carlo Montagnese, Emmanuel Nickerson, Abel Tesfaye, Ahmad Balshe             | – |
| 8. November 2015 – 16. Januar 2016 10 Wochen | 10                                    | Adele                                 | Hello Greg Kurstin, Adele Adkins                                                       | Nachdem ihr das letzte Album bereits drei US-Nummer-eins-Hits eingebracht hatte, erreichte die Vorabsingle zum dritten Album die vierte Spitzenposition. Dazu war das Lied das erste, das sich in einer Woche über eine Million Mal verkaufte. |

## Alben
| ← 2014 ← | Liste der Nummer-eins-Alben in den USA | Liste der Nummer-eins-Alben in den USA | Liste der Nummer-eins-Alben in den USA | 2016 → |
| \| Zeitraum \| Wo. ges. \| Interpret \| Titel \| Zusätzliche Informationen \| \| (Zeitraum, Wochen auf Platz eins, Interpret, Titel, zusätzliche Informationen) \| \| \| \| \| \| ------------------------------------------------------------------------------ \| -------- \| ---------------------- \| ------------------------------------ \| ----------------------------------------------------------------------------------------------------------------------------------------------------------------------------------------------------------------------------------------------------------------- \| \| 28. Dezember 2014 – 24. Januar 2015 4 Wochen (insgesamt 11) \| 11 \| Taylor Swift \| 1989 \| – \| \| 25. Januar 2015 – 31. Januar 2015 1 Woche \| 1 \| Meghan Trainor \| Title \| – \| \| 1. Februar 2015 – 7. Februar 2015 1 Woche \| 1 \| Fall Out Boy \| American Beauty/American Psycho \| – \| \| 8. Februar 2015 – 21. Februar 2015 2 Wochen (insgesamt 11) \| 11 \| Taylor Swift \| 1989 \| – \| \| 22. Februar 2015 – 28. Februar 2015 1 Woche \| 1 \| Drake \| If You’re Reading This It’s Too Late \| – \| \| 1. März 2015 – 7. März 2015 1 Woche \| 1 \| Imagine Dragons \| Smoke + Mirrors \| – \| \| 8. März 2015 – 14. März 2015 1 Woche \| 1 \| Big Sean \| Dark Sky Paradise \| – \| \| 15. März 2015 – 21. März 2015 1 Woche \| 1 \| Kelly Clarkson \| Piece by Piece \| – \| \| 22. März 2015 – 28. März 2015 1 Woche \| 1 \| (Soundtrack) \| Empire \| – \| \| 29. März 2015 – 11. April 2015 2 Wochen \| 2 \| Kendrick Lamar \| To Pimp a Butterfly \| – \| \| 12. April 2015 – 18. April 2015 1 Woche \| 1 \| Wale \| The Album About Nothing \| – \| \| 19. April 2015 – 25. April 2015 1 Woche \| 1 \| (Soundtrack) \| Furious 7 \| – \| \| 26. April 2015 – 2. Mai 2015 1 Woche \| 1 \| Shawn Mendes \| Handwritten \| – \| \| 3. Mai 2015 – 9. Mai 2015 1 Woche \| 1 \| Alabama Shakes \| Sound & Color \| – \| \| 10. Mai 2015 – 16. Mai 2015 1 Woche \| 1 \| Zac Brown Band \| Jekyll + Hyde \| – \| \| 17. Mai 2015 – 23. Mai 2015 1 Woche \| 1 \| Mumford & Sons \| Wilder Mind \| – \| \| 24. Mai 2015 – 30. Mai 2015 1 Woche \| 1 \| (Soundtrack) \| Pitch Perfect 2 \| – \| \| 31. Mai 2015 – 6. Juni 2015 1 Woche \| 1 \| Twenty One Pilots \| Blurryface \| – \| \| 7. Juni 2015 – 13. Juni 2015 1 Woche \| 1 \| A$AP Rocky \| At.Long.Last.A$AP \| – \| \| 14. Juni 2015 – 20. Juni 2015 1 Woche \| 1 \| Florence + the Machine \| How Big, How Blue, How Beautiful \| – \| \| 21. Juni 2015 – 27. Juni 2015 1 Woche \| 1 \| Muse \| Drones \| Erstes Nummer-eins Album der britischen Alternative-Rock-Band in den USA \| \| 28. Juni 2015 – 4. Juli 2015 1 Woche \| 1 \| James Taylor \| Before This World \| – \| \| 5. Juli 2015 – 11. Juli 2015 1 Woche \| 1 \| Breaking Benjamin \| Dark Before Dawn \| – \| \| 12. Juli 2015 – 25. Juli 2015 2 Wochen \| 2 \| Meek Mill \| Dreams Worth More Than Money \| – \| \| 26. Juli 2015 – 1. August 2015 1 Woche \| 1 \| Tyrese \| Black Rose \| – \| \| 2. August 2015 – 8. August 2015 1 Woche \| 1 \| Future \| DS2 \| – \| \| 9. August 2015 – 15. August 2015 1 Woche \| 1 \| Jill Scott \| Woman \| Nach dem Album The Light of the Sun vier Jahre zuvor ist es das zweite Nummer-eins-Album der Jazz- und R&B-Sängerin. \| \| 16. August 2015 – 22. August 2015 1 Woche \| 1 \| (Soundtrack) \| Descendants \| – \| \| 23. August 2015 – 5. September 2015 2 Wochen \| 2 \| Luke Bryan \| Kill the Lights \| Bereits zum dritten Mal erreicht der Countrysänger die Spitzenposition der Billboard 200. \| \| 6. September 2015 – 12. September 2015 1 Woche \| 1 \| Disturbed \| Immortalized \| Disturbed schafften es als dritte Band, mit fünf Alben in Folge auf Platz eins der Billboard 200 zu debütieren. Zuvor schafften dies nur Metallica und die Dave Matthews Band. \| \| 13. September 2015 – 3. Oktober 2015 3 Wochen \| 3 \| The Weeknd \| Beauty Behind the Madness \| – \| \| 4. Oktober 2015 – 10. Oktober 2015 1 Woche \| 1 \| Drake & Future \| What a Time To Be Alive \| – \| \| 11. Oktober 2015 – 17. Oktober 2015 1 Woche \| 1 \| Fetty Wap \| Fetty Wap \| Bereits drei Top-10-Hits hatte der Rapper früher im Jahr erreicht, darunter den Millionenseller Trap Queen. Sein Albumdebüt gab er auf Platz eins. \| \| 18. Oktober 2015 – 24. Oktober 2015 1 Woche \| 1 \| Janet Jackson \| Unbreakable \| Zum siebten Mal stand Janet Jackson damit auf Platz eins. Nach Barbra Streisand und Bruce Springsteen war sie die dritte Interpretin, die in vier aufeinanderfolgenden Jahrzehnten von den 1980ern bis zu den 2010ern mindestens ein Nummer-eins-Album hatten. \| \| 25. Oktober 2015 – 31. Oktober 2015 1 Woche \| 1 \| Selena Gomez \| Revival \| Nach Stars Dance 2013 war es das zweite Nummer-eins-Album der US-Sängerin. \| \| 1. November 2015 – 7. November 2015 1 Woche \| 1 \| Pentatonix \| Pentatonix \| Die A-cappella-Gruppe aus Arlington hatte vor einem Jahr bereits ein Nummer-zwei-Album gehabt und stand jetzt erstmals an der Chartspitze. \| \| 8. November 2015 – 14. November 2015 1 Woche \| 1 \| 5 Seconds of Summer \| Sounds Good Feels Good \| Als erster Band neben One Direction gelang es den Australiern mit ihren ersten beiden Studioalben auf Platz eins der Billboard 200 einzusteigen.[3] \| \| 15. November 2015 – 28. November 2015 2 Wochen \| 2 \| Chris Stapleton \| Traveller \| Bereits im Mai stand der Countrysänger auf Platz 14 und fiel dann wieder aus den Charts. Erst sein Auftritt bei den CMA Awards, wo er die Hauptpreise für Sänger, Newcomer und Album des Jahres bekam, machte seinen Durchbruch mit seinem Debütalbum perfekt.[4] \| \| 29. November 2015 – 5. Dezember 2015 1 Woche \| 1 \| Justin Bieber \| Purpose \| – \| \| 6. Dezember 2015 – 23. Januar 2015 7 Wochen \| 7 \| Adele \| 25 \| Seit 1991 Nielsen die elektronische Verkaufsermittlung übernahm, hatte sich kein Album auch nur annähernd so oft in einer Woche verkauft wie Adeles drittes Werk: 3,38 Millionen Mal. *NSYNC hatten es 2000 auf 2,42 Millionen gebracht.[5] \| |                                        |                                        |                                        | |
| ← 2014 |                                        |                                        |                                        | → 2016 → |
| Zeitraum | Wo. ges.                               | Interpret                              | Titel                                  | Zusätzliche Informationen |
| (Zeitraum, Wochen auf Platz eins, Interpret, Titel, zusätzliche Informationen) |                                        |                                        |                                        | |
| 28. Dezember 2014 – 24. Januar 2015 4 Wochen (insgesamt 11) | 11                                     | Taylor Swift                           | 1989                                   | – |
| 25. Januar 2015 – 31. Januar 2015 1 Woche | 1                                      | Meghan Trainor                         | Title                                  | – |
| 1. Februar 2015 – 7. Februar 2015 1 Woche | 1                                      | Fall Out Boy                           | American Beauty/American Psycho        | – |
| 8. Februar 2015 – 21. Februar 2015 2 Wochen (insgesamt 11) | 11                                     | Taylor Swift                           | 1989                                   | – |
| 22. Februar 2015 – 28. Februar 2015 1 Woche | 1                                      | Drake                                  | If You’re Reading This It’s Too Late   | – |
| 1. März 2015 – 7. März 2015 1 Woche | 1                                      | Imagine Dragons                        | Smoke + Mirrors                        | – |
| 8. März 2015 – 14. März 2015 1 Woche | 1                                      | Big Sean                               | Dark Sky Paradise                      | – |
| 15. März 2015 – 21. März 2015 1 Woche | 1                                      | Kelly Clarkson                         | Piece by Piece                         | – |
| 22. März 2015 – 28. März 2015 1 Woche | 1                                      | (Soundtrack)                           | Empire                                 | – |
| 29. März 2015 – 11. April 2015 2 Wochen | 2                                      | Kendrick Lamar                         | To Pimp a Butterfly                    | – |
| 12. April 2015 – 18. April 2015 1 Woche | 1                                      | Wale                                   | The Album About Nothing                | – |
| 19. April 2015 – 25. April 2015 1 Woche | 1                                      | (Soundtrack)                           | Furious 7                              | – |
| 26. April 2015 – 2. Mai 2015 1 Woche | 1                                      | Shawn Mendes                           | Handwritten                            | – |
| 3. Mai 2015 – 9. Mai 2015 1 Woche | 1                                      | Alabama Shakes                         | Sound & Color                          | – |
| 10. Mai 2015 – 16. Mai 2015 1 Woche | 1                                      | Zac Brown Band                         | Jekyll + Hyde                          | – |
| 17. Mai 2015 – 23. Mai 2015 1 Woche | 1                                      | Mumford & Sons                         | Wilder Mind                            | – |
| 24. Mai 2015 – 30. Mai 2015 1 Woche | 1                                      | (Soundtrack)                           | Pitch Perfect 2                        | – |
| 31. Mai 2015 – 6. Juni 2015 1 Woche | 1                                      | Twenty One Pilots                      | Blurryface                             | – |
| 7. Juni 2015 – 13. Juni 2015 1 Woche | 1                                      | A$AP Rocky                             | At.Long.Last.A$AP                      | – |
| 14. Juni 2015 – 20. Juni 2015 1 Woche | 1                                      | Florence + the Machine                 | How Big, How Blue, How Beautiful       | – |
| 21. Juni 2015 – 27. Juni 2015 1 Woche | 1                                      | Muse                                   | Drones                                 | Erstes Nummer-eins Album der britischen Alternative-Rock-Band in den USA |
| 28. Juni 2015 – 4. Juli 2015 1 Woche | 1                                      | James Taylor                           | Before This World                      | – |
| 5. Juli 2015 – 11. Juli 2015 1 Woche | 1                                      | Breaking Benjamin                      | Dark Before Dawn                       | – |
| 12. Juli 2015 – 25. Juli 2015 2 Wochen | 2                                      | Meek Mill                              | Dreams Worth More Than Money           | – |
| 26. Juli 2015 – 1. August 2015 1 Woche | 1                                      | Tyrese                                 | Black Rose                             | – |
| 2. August 2015 – 8. August 2015 1 Woche | 1                                      | Future                                 | DS2                                    | – |
| 9. August 2015 – 15. August 2015 1 Woche | 1                                      | Jill Scott                             | Woman                                  | Nach dem Album The Light of the Sun vier Jahre zuvor ist es das zweite Nummer-eins-Album der Jazz- und R&B-Sängerin. |
| 16. August 2015 – 22. August 2015 1 Woche | 1                                      | (Soundtrack)                           | Descendants                            | – |
| 23. August 2015 – 5. September 2015 2 Wochen | 2                                      | Luke Bryan                             | Kill the Lights                        | Bereits zum dritten Mal erreicht der Countrysänger die Spitzenposition der Billboard 200. |
| 6. September 2015 – 12. September 2015 1 Woche | 1                                      | Disturbed                              | Immortalized                           | Disturbed schafften es als dritte Band, mit fünf Alben in Folge auf Platz eins der Billboard 200 zu debütieren. Zuvor schafften dies nur Metallica und die Dave Matthews Band.                                                                                 |
| 13. September 2015 – 3. Oktober 2015 3 Wochen | 3                                      | The Weeknd                             | Beauty Behind the Madness              | – |
| 4. Oktober 2015 – 10. Oktober 2015 1 Woche | 1                                      | Drake & Future                         | What a Time To Be Alive                | – |
| 11. Oktober 2015 – 17. Oktober 2015 1 Woche | 1                                      | Fetty Wap                              | Fetty Wap                              | Bereits drei Top-10-Hits hatte der Rapper früher im Jahr erreicht, darunter den Millionenseller Trap Queen. Sein Albumdebüt gab er auf Platz eins. |
| 18. Oktober 2015 – 24. Oktober 2015 1 Woche | 1                                      | Janet Jackson                          | Unbreakable                            | Zum siebten Mal stand Janet Jackson damit auf Platz eins. Nach Barbra Streisand und Bruce Springsteen war sie die dritte Interpretin, die in vier aufeinanderfolgenden Jahrzehnten von den 1980ern bis zu den 2010ern mindestens ein Nummer-eins-Album hatten. |
| 25. Oktober 2015 – 31. Oktober 2015 1 Woche | 1                                      | Selena Gomez                           | Revival                                | Nach Stars Dance 2013 war es das zweite Nummer-eins-Album der US-Sängerin. |
| 1. November 2015 – 7. November 2015 1 Woche | 1                                      | Pentatonix                             | Pentatonix                             | Die A-cappella-Gruppe aus Arlington hatte vor einem Jahr bereits ein Nummer-zwei-Album gehabt und stand jetzt erstmals an der Chartspitze. |
| 8. November 2015 – 14. November 2015 1 Woche | 1                                      | 5 Seconds of Summer                    | Sounds Good Feels Good                 | Als erster Band neben One Direction gelang es den Australiern mit ihren ersten beiden Studioalben auf Platz eins der Billboard 200 einzusteigen. |
| 15. November 2015 – 28. November 2015 2 Wochen | 2                                      | Chris Stapleton                        | Traveller                              | Bereits im Mai stand der Countrysänger auf Platz 14 und fiel dann wieder aus den Charts. Erst sein Auftritt bei den CMA Awards, wo er die Hauptpreise für Sänger, Newcomer und Album des Jahres bekam, machte seinen Durchbruch mit seinem Debütalbum perfekt. |
| 29. November 2015 – 5. Dezember 2015 1 Woche | 1                                      | Justin Bieber                          | Purpose                                | – |
| 6. Dezember 2015 – 23. Januar 2015 7 Wochen | 7                                      | Adele                                  | 25                                     | Seit 1991 Nielsen die elektronische Verkaufsermittlung übernahm, hatte sich kein Album auch nur annähernd so oft in einer Woche verkauft wie Adeles drittes Werk: 3,38 Millionen Mal. *NSYNC hatten es 2000 auf 2,42 Millionen gebracht.                       |

## Jahreshitparaden
| ← 2014 ← | Liste der Nummer-eins-Hits in den USA | Liste der Nummer-eins-Hits in den USA      | Liste der Nummer-eins-Hits in den USA | 2016 →   |
| \| Singles \| Position# \| Alben \| \| --------------------------------------------------------------------------------------------------------------------------------------------------- \| --------- \| ------------------------------------------ \| \| Uptown Funk! Mark Ronson feat. Bruno Mars Mark Ronson, Jeff Bhasker, Bruno Mars, Philip Lawrence \| 1 \| 1989 Taylor Swift \| \| Thinking Out Loud Ed Sheeran Ed Sheeran, Amy Wadge \| 2 \| × Ed Sheeran \| \| See You Again Wiz Khalifa feat. Charlie Puth Justin Franks, Cameron Thomaz, Andrew Cedar, Charles Puth \| 3 \| In the Lonely Hour Sam Smith \| \| Trap Queen Fetty Wap Willie Maxwell, Tony Fadd \| 4 \| If You’re Reading This It’s Too Late Drake \| \| Sugar Maroon 5 Lukasz Gottwald, Adam Levine, Henry Walter, Joshua Coleman, Mike Posner, Jacob Kasher Hindlen \| 5 \| Title Meghan Trainor \| \| Shut Up and Dance Walk the Moon Eli Maiman, Nicholas Petricca, Kevin Ray, Sean Waugaman, Benjamin Berger, Ryan McMahon \| 6 \| V Maroon 5 \| \| Blank Space Taylor Swift Max Martin, Shellback, Taylor Swift \| 7 \| The Pinkprint Nicki Minaj \| \| Watch Me (Whip / Nae Nae) Silentó Hasani Buchanan, Ricky Hawk, Deandre Johnson, Timothy Mingo, Pervis M. Reynolds, Jalen Ware, Brandon M. Whitfield \| 8 \| 2014 Forest Hills Drive J. Cole \| \| Earned It (Fifty Shades of Grey) The Weeknd Ahmad Balshe, Stephan Moccio, Jason Quenneville, Abel Tesfaye \| 9 \| Fifty Shades of Grey (Soundtrack) \| \| The Hills The Weeknd Carlo Montagnese, Emmanuel Nickerson, Abel Tesfaye, Ahmad Balshe \| 10 \| Four One Direction \| |                                       |                                            |                                       |          |
| ← 2014 |                                       |                                            |                                       | → 2016 → |
| Singles | Position#                             | Alben                                      |                                       |          |
| Uptown Funk! Mark Ronson feat. Bruno Mars Mark Ronson, Jeff Bhasker, Bruno Mars, Philip Lawrence | 1                                     | 1989 Taylor Swift                          |                                       |          |
| Thinking Out Loud Ed Sheeran Ed Sheeran, Amy Wadge | 2                                     | × Ed Sheeran                               |                                       |          |
| See You Again Wiz Khalifa feat. Charlie Puth Justin Franks, Cameron Thomaz, Andrew Cedar, Charles Puth | 3                                     | In the Lonely Hour Sam Smith               |                                       |          |
| Trap Queen Fetty Wap Willie Maxwell, Tony Fadd | 4                                     | If You’re Reading This It’s Too Late Drake |                                       |          |
| Sugar Maroon 5 Lukasz Gottwald, Adam Levine, Henry Walter, Joshua Coleman, Mike Posner, Jacob Kasher Hindlen | 5                                     | Title Meghan Trainor                       |                                       |          |
| Shut Up and Dance Walk the Moon Eli Maiman, Nicholas Petricca, Kevin Ray, Sean Waugaman, Benjamin Berger, Ryan McMahon | 6                                     | V Maroon 5                                 |                                       |          |
| Blank Space Taylor Swift Max Martin, Shellback, Taylor Swift | 7                                     | The Pinkprint Nicki Minaj                  |                                       |          |
| Watch Me (Whip / Nae Nae) Silentó Hasani Buchanan, Ricky Hawk, Deandre Johnson, Timothy Mingo, Pervis M. Reynolds, Jalen Ware, Brandon M. Whitfield | 8                                     | 2014 Forest Hills Drive J. Cole            |                                       |          |
| Earned It (Fifty Shades of Grey) The Weeknd Ahmad Balshe, Stephan Moccio, Jason Quenneville, Abel Tesfaye | 9                                     | Fifty Shades of Grey (Soundtrack)          |                                       |          |
| The Hills The Weeknd Carlo Montagnese, Emmanuel Nickerson, Abel Tesfaye, Ahmad Balshe | 10                                    | Four One Direction                         |                                       |          |